# グラマヴィジョン・レコード
グラマヴィジョン・レコード（Gramavision Records）は、1979年に設立されたアメリカのレコード・レーベル。1994年以来、ライコディスクの子会社となっている。レーベルの音楽は主にジャズ、ブルース、フォークを中心にしているが、他の多くのスタイルやジャンルにも影響を与えている。
1979年、ジョナサン・F・P・ローズが、ニューヨーク州カトナでグラマヴィジョンを設立した。初期のカタログは、レイ・アンダーソン、ジョン・カーター、アンソニー・デイヴィス、ボビー・プレヴィットによるフリー・ジャズ、ジョン・スコフィールドによるフュージョン、メデスキ、マーティン・アンド・ウッドによるファンク、オリヴァー・レイクのレゲエ、ジャマラディーン・タクマによるソウルで構成されていた。
ライコディスクに買収された後、レーベルの本社はマサチューセッツ州セイラムに移された。1995年、グラマヴィジョンは、ピーター・アプフェルバウム、ビル・フリゼール、ロン・マイルス、クルゾーネ・トリオのアルバムをリリースした。

## 在籍者名簿
- レイ・アンダーソン (Ray Anderson)
- ピーター・アプフェルバウム (Peter Apfelbaum)
- アルディッティ弦楽四重奏団 (Arditti Quartet)
- ゴードン・ベック (Gordon Beck)
- ジョン・ブレイク・ジュニア (John Blake Jr.)
- ヴィニシウス・カントゥアリア (Vinicius Cantuária)
- ジョン・カーター (John Carter)
- フィリップ・カテリーン (Philip Catherine)
- クルゾーネ・トリオ (Clusone Trio)
- アンソニー・デイヴィス (Anthony Davis)
- エレクトリック・アート・アンサンブル (Electronic Art Ensemble)
- ピー・ウィー・エリス (Pee Wee Ellis)
- クリスチャン・エスクーデ (Christian Escoudé)
- アイデン・エッセン (Aydin Esen)
- ビル・フリゼール (Bill Frisell)
- ポール・ハーレー (Paul Halley)
- スティーヴン・ハルパーン (Steven Halpern)
- ビリー・ハート (Billy Hart)
- 日野元彦 (Motohiko Hino)
- ジェイ・ホガード (Jay Hoggard)
- アラン・ホールズワース (Allan Holdsworth)
- JBズ (The J.B.'s)
- 喜多郎 (Kitaro)
- クロノス・クァルテット (Kronos Quartet)
- オリヴァー・レイク (Oliver Lake)
- ピート・レヴィン (Pete Levin)
- アート・リンゼイ (Arto Lindsay)
- ディディエ・ロックウッド (Didier Lockwood)
- アル・マクダウェル (Al MacDowell)
- タジ・マハール (Taj Mahal)
- ハリー・マンフレディーニ (Harry Manfredini)
- ジョン・メデスキ (John Medeski)
- メデスキ、マーティン・アンド・ウッド (Medeski Martin & Wood)
- マイラ・メルフォード (Myra Melford)
- ロン・マイルス (Ron Miles)
- トム・ムキーゼ (Tom Mkhize)
- ボブ・モーゼス (Bob Moses)
- ジェイムス・ニュートン (James Newton)
- ジミー・ペイン (Jimmy Payne)
- ボビー・プレヴィット (Bobby Previte)
- コーネル・ロチェスター (Cornell Rochester)
- ジョン・スコフィールド (John Scofield)
- クラウス・シュルツェ (Klaus Schulze)
- ラルフ・サイモン (Ralph Simon)
- ハーヴィー・シュワルツ (Harvie Swartz)
- オランジェ・シンフォネット (Oranj Symphonette)
- ジャマラディーン・タクマ (Jamaaladeen Tacuma)
- ボブ・テルソン (Bob Telson)
- 渡辺香津美 (Kazumi Watanabe)
- バーニー・ウォーレル (Bernie Worrell)
- ロバート・ワイアット (Robert Wyatt)
- YAS-KAZ (Yas-Kaz)
- ラ・モンテ・ヤング (La Monte Young)[2]